# Варда Фока Старший
Варда Фока Старший (греч. Βάρδας Φωκᾶς; ок. 878 — ок. 968) — византийский полководец, отец императора Никифора II Фоки (963—969) и куропалата Льва Фоки.
Варда происходил из знатной анатолийской семьи Фок чьи представители долгое время занимали важные военные посты в византийской армии. Его отцом был знаменитый полководец Никифор Фока Старший. Под командованием своего старшего брата Льва в 917 году Варда участвовал в битве при Ахелое, где византийцы потерпели поражение от болгар.
В 941 году Варда был губернатором фемы Армениакон, когда дружина князя Игоря высадилась в Малой Азии. Варда отразил нападение и удерживал позиции до прибытия основных сил Иоанна Куркуаса. В 945 году император Константин VII назначил его главнокомандующим  войск (доместиком схол) в Малой Азии на арабо-византийской границе. На этом посту он не достиг успехов в войнах с арабами, неоднократно терпя поражения от эмира Алеппо Сайфа аль-Даула. В 953 году Варда был серьёзно ранен в сражении при Мараше и после ещё нескольких поражений около 956 года был заменён свои сыном Никифором.
После восшествия Никифора на византийский трон, Варде был присвоен титул цезаря. Варда скончался около 968 года в возрасте 90 лет.